# Карл Август (Насау-Вайлбург)
Карл Август фон Насау-Вайлбург (на немски: Karl August von Nassau-Weilburg; * 17 септември 1685, Вайлбург; † 9 октомври 1753, Вайлбург) е от 1719 до 1753 г. княз на Насау-Вайлбург от Валрамската линия.

## Биография
Той е син на Йохан Ернст фон Насау-Вайлбург (1664 – 1719), покнязен граф на Насау-Вайлбург, и на графиня Мария Поликсена фон Лайнинген-Дагсбург-Харденбург (1662 – 1725). По-големият му брат наследствен принц Фридрих Лудвиг (1683 – 1703) е убит в битката при Шпайербах.
Карл Август служи като млад в Саксония, става саксонски посланик във френския двор в Париж и наследява баща си на 27 февруари 1719 г. като княз във Вайлбург.
Той командва през 1733 и 1734 г. като императорски генерал на кавалерията пфалцските войски на Рейн.
Карл Август сключва през 1736 г. наследствен договор с Христиан фон Насау-Диленбург от Отонската линия, за да се избегне по-нататъшно раздробяване на страната.
Умира през 1753 г. и е погребан в дворцовата църква на Вайлбург. Наследен е от синът му Карл Христиан.

## Фамилия
Карл Август се жени на 17 август 1723 г. във Висбаден за принцеса Августа Фридерика фон Насау-Идщайн (* 17 август 1699; † 8 юни 1750), дъщеря на княз Георг Август Самуел фон Насау-Идщайн (1665 – 1721) и принцеса принцеса Хенриета Доротея фон Йотинген-Йотинген (1672 – 1728). Те имат децата:
- Хенриета Мария Доротея (*/†1724)
- Хенриета Августа Фредерика (1726 – 1757)
- Луиза Христиана (*/†1727)
- Поликсена Вилхелмина Луиза (1728 – 1732)
- Христиана Луиза Шарлота (1730 – 1732)
- Луиза Поликсена (1733 – 1764), ∞ на 24 август 1750 г. за принц Симон Август фон Липе-Детмолд
- Карл Христиан (1735 – 1788)

∞ на 5 март 1760 г. за принцеса Каролина Оранска-Насау-Диц (1743 – 1787), дъщеря на Вилхелм IV фон Орания-Насау-Диц
∞ 1788 Барбара Гисен фон Кирххайм